# هوستون برانش
هوستون برانش (بالإنجليزية: Houston Branch)‏ هو كاتب سيناريو أمريكي، ولد في 5 مارس 1899 في سانت بول في الولايات المتحدة، وتوفي في 1968.

## وصلات خارجية
- هوستون برانش على موقع IMDb (الإنجليزية)
- هوستون برانش على موقع ألو سيني (الفرنسية)
- هوستون برانش على موقع تيرنر كلاسيك موفيز (الإنجليزية)
- هوستون برانش على موقع أول موفي (الإنجليزية)
- هوستون برانش على موقع قاعدة بيانات الأفلام السويدية (السويدية)
- هوستون برانش على موقع قاعدة بيانات الفيلم (الإنجليزية)
- هوستون برانش على موقع كينوبويسك (الروسية)